# Sawblade
Sawblade – limitowana EPka grupy Isis. Znana również jako Buzzsaw. Wydana w wersji 12-calowej (przez Tortuga Records, 250 kopii) oraz CD (przez Hydra Head Records, 200 kopii). Wersja kompaktowa stworzona specjalnie na tour z grupami Neurosis i Candiria. Edycja CD posiada dwie wersje opakowań : 40 z czerwonymi ostrzami, 160 z czarnymi. 
Wydawnictwo to cztery utwory w tym dwa covery ("Hand of Doom", "Streetcleaner"). Utwory te znajdują się także na japońskiej reedycji dwóch pierwszych EPek grupy – The Red Sea i Mosquito Control a zostały nagrane w 1999 roku na split CD stworzony wespół z Pig Destroyer (Isis/Pig Destroyer). Pozostałe dwa utwory to głównie dzieła basisty i wokalisty zespołu – Caxide'a i Turnera. 

## Twórcy
1. Jeff Caxide – bas
2. Aaron Harris – perkusja
3. Michael Gallagher – gitara
4. Bryant Clifford Meyer – elektronika, wokal w kawałku "Hand of Doom"
5. Jay Randall – elektronika w kawałku "Streetcleaner"
6. Aaron Turner – wokal, gitary
7. Greg Moss – dźwięk

## Lista utworów
1. "Emission of the Signal" – 4:53
2. "Streetcleaner" (Godflesh cover) – 5:42
3. "Hand of Doom" (Black Sabbath cover) – 8:36
4. "House of Low Culture" – 11:09